# Potamogeton × vaginans
Potamogeton × vaginans là một loài thực vật có hoa lai ghép trong họ Potamogetonaceae. Loài này được (Bojer ex A. Benn.) Hagstr. miêu tả khoa học đầu tiên năm 1916.